# Castillo del Crato
El Castillo del Crato, también conocido como Castelo da Azinheira, en el Alentejo, está situado en la parroquia de Crato e Mártires, ciudad y condado de  Crato, distrito de  Portalegre, en Portugal.
Un castillo  hospitalario, se encuentra en una posición dominante sobre el pueblo, elevado a la condición de sede de la Orden en el país desde 1340.

## Historia

### Antecedentes
Poco se sabe de la primitiva ocupación humana del sitio del castillo, algunos autores identificaron rastros de una fortificación romana en los cimientos del castillo medieval.

### El castillo medieval
En la época de la  Reconquista Cristiana de la península ibérica, la región de Crato quedó bajo dominio cristiano desde 1160. Su repoblación, sin embargo, sólo tuvo lugar en 1232, después de la donación, por  Sancho II(1223-1248), de los dominios de Amieira,  Gavião y Ucrate, u Ocrato, a la  Orden de los Hospitalarios, con la obligación de promoverlos y fortificarlos. Así, siendo el prior D. Mem Gonçalves, se inició la construcción del Castillo de Crato. Con el fin de atraer a los colonos, el asentamiento recibió una carta de la Orden el 18 de diciembre de 1270 de la Era de César (1232 de la Era Cristiana).
Más tarde, entre 1336 y 1341, la sede de la Orden de Leça do Bailio fue transferida a la ciudad de Crato, con la constitución del Priorato de Crato, que se constituyó como cabeza de la Orden, después de la batalla del Salado (1340).
Las obras de construcción del castillo continuaron durante el siglo XIV, como atestiguan algunas cartas del rey  Pedro I (1357-1367), fechadas en 1358 y 1359, en las que se hace referencia a la apertura de cauas & barbacas, en cada una de las Villas do Crato y Amieira. En 1430, el 5º Prior de Crato, D. Frei Nuno Gonçalves de Góis, promueve la reconstrucción del castillo y la construcción de la muralla del pueblo.
En el contexto de la minoría de edad de Alfonso V de Portugal (1438-1481), al haber dejado D. Duarte a la reina  Leonor de Aragón como regente, el país se hunde en una crisis política en la que la nobleza, que lo apoya, y la burguesía, que desconfía de él, se alinean a un lado. La agitación popular lleva a las Cortes de 1439, que en diciembre, en Lisboa, eligieron al Infante Pedro de Portugal, duque de Coímbra como Regente del reino. Con el agravamiento de la crisis, en noviembre de 1440, la reina se retira al castillo de Almeirim y de éste al de Crato, cerca de la frontera, bajo la protección del prior de la Orden, donde espera la prometida intervención de las fuerzas de Castilla en su favor, que finalmente no se materializó. Asustada, D. Leonor se refugió en el reino vecino (29 de diciembre), donde murió unos años después. El Castillo de Crato, rodeado por las tropas del Regente D. Pedro, fue arrasado en ese momento y posteriormente reconstruido.
Bajo el reinado de Manuel I de Portugal (1495-1521), el asentamiento recibió el «Nuevo Foral» (1512). Unos años más tarde, en noviembre de 1518, se celebraron en el castillo palacio las nupcias del soberano con Leonor de Castilla. Una nueva etapa de construcción tuvo lugar en el castillo cuando  Juan III (1521-1557) se casó con  Catalina de Austria en 1525, cuando su puerta fue reconstruida. Estos acontecimientos ilustran la importancia y el estado de conservación del castillo en el período.
Más tarde, a principios del siglo XVII, entre 1615 y 1621, Pedro Nunes Tinoco diseñó el asentamiento y sus fortificaciones, legando el diseño más antiguo conocido de ellas.

### Desde la Guerra de Restauración hasta elsigloXIX
En el contexto de la  Guerra de Restauración, las defensas de Crato se modernizaron, adaptándose a los entonces modernos disparos de artillería. Para ello, a partir de 1642 se promovieron obras de mejora, que implicaron al castillo medieval en una fortificación  abaluartada, con planta poligonal irregular estrellada. Sin embargo, con las obras en curso, la ciudad fue rodeada y conquistada por las tropas españolas bajo el mando de D. Juan de Austria (29 de octubre de 1662), que promovió la destrucción de sus defensas. En el incendio posterior, los documentos del Registro y Archivo del Priorato de la Orden fueron consumidos.
Los siglos siguientes acentuaron el estado de ruina de todo el conjunto, tanto las estructuras medievales como las modernas, desapareciendo la Casa del Gobernador, el puente levadizo, los baluartes y otros, habiendo llegado a nuestros días una garita de vigilancia, la cisterna, dos torres en ruinas y algunas cañoneras.

### Desde elsigloXXhasta nuestros días
A partir del 1 de marzo de 1939, los restos de la fortificación fueron adquiridos por el embajador Dr. Rui Teixeira Guerra. A partir de la segunda mitad del decenio de 1940, la Dirección General de Edificios y Monumentos Nacionales comenzó a consolidarla y restaurarla, con la reconstrucción de telas murales (1946), la conservación (1956 y 1958), la reparación de los daños causados por las lluvias (1963), la conservación y la reconstrucción (1977, 1980, 1983, 1985 y 1988-1989). Mientras tanto, el conjunto fue clasificado como «Propiedad de Interés Público» por Decreto publicado el 26 de febrero de 1982.
En 1989, el arquitecto António Maria da Calça y Pina Teixeira Guerra, hijo del embajador, como representante del propietario, transmitieron la propiedad al Consejo Municipal de Crato, durante el mandato socialista presidido por José Bastos Leitão. Este, a su vez, lo concedió, el 19 de septiembre del mismo año, por un contrato de 99 años a la ADR - Agência de Desenvolvimento Regional, Lda., cuyo gerente es el mismo arquitecto. Este profesional presentó, el 7 de noviembre de 1991, un proyecto de conservación y revitalización del castillo, de su autoría, cuya ejecución ya se había iniciado al año siguiente. A partir de 1997 se ejecutaron nuevas obras bajo la responsabilidad de la «Fundación del Castillo de Crato», que, además de la conservación de la existente, tiene la propuesta de erigir una nueva obra, que incluye un museo (yeso y salas de exposición), sede administrativa de la Fundación, salas de conferencias, centro audiovisual/multimedia, núcleo de alojamiento con capacidad para 15 a 20 personas, restaurante y zona de ocio.

## Características
El castillo medieval, a 272 metros sobre el nivel del mar, tenía una forma trapezoidal, con sus muros reforzados por cinco torres en los ángulos.
La muralla del pueblo, de la que quedan algunos tramos, se apoyaba en seis torres: la de Sino, Seda, São Pedro, Porta Nova, Beringal y Santarém.
A mediados del siglo XVII, el castillo se transformó en una fortaleza abaluartada, con una planta poligonal irregular en forma de estrella de cuatro puntas, con un redente en el lado sur-suroeste. Entre las diversas estructuras que quedaron, destacan las plataformas para la artillería, la puerta de la fortaleza y la cisterna en el centro del conjunto.
El bastión del Norte fue recientemente restaurado con sus doce casamatas y una garita.